# San Pedro Tlanixco
San Pedro Tlanixco es una delegación mexicana del municipio de Tenango del Valle, en la parte centro sur del Estado de México.  
Esta comunidad se encuentra dentro de las 37 localidades que integran el municipio; 29 de éstas, están consideradas dentro del rango rural y las restantes son urbanas. Esta localidad se considera como una de estas últimas, de acuerdo al número de habitantes que posee, ya que según datos revelados en el censo realizado en 2000, la población asciende a 8,336 habitantes.
toponimia.
El origen del nombre proviene del náhuatl tlanisco, compuesto por tlalli tierra; isco en la haz de la superficie, por lo que su nombre significa: “en la haz de la tierra” (interpretación de Olaguíbel), tal significado fue representado geográficamente por la superficie en la que se ubica el lugar. Robelo interpreta: «Tlanisco. —El Sr. Olaguíbel dice: "Tlalli, tierra; isco (debe ser ixco), en la haz, en la superficie. En la haz de la tierra." El nombre de que se trata es Tlanitzco, que se compone de tlanizti, espinilla de la pierna, y de co, en; y significa: "En la espinilla de la pierna." Tal vez aluda el nombre á alguna canilla qua hay ó se encontraron en el lugar, ó que esté esculpida en alguna piedra."» (Con "canilla" y "espinilla" se refiere a la tibia, y es tlanitztli, no tlanizti.)

## Ubicación.
La situación geográfica de la comunidad de San Pedro Tlanixco está delimitada por algunas localidades aledañas, las más sobresalientes son: al Oriente San Bartolomé, al Poniente con Zacango Villa Guerrero y con San José Villa Guerrero, al norte con pueblo nuevo y San Miguel Balderas, al sur con Santa María Villa Guerrero y San Diego Villa Guerrero. Cuenta con seis colonias: Azteca, San Román, Zarzal, Los Saucos, Microondas y Los Capulines.

## Territorio
San Pedro Tlanixco se encuentra en las faldas del Nevado de Toluca y comprende una extensión territorial aproximada de 2400 hectáreas comunales y 1500 hectáreas ejidales. Esta cordillera es de bosque templado y debido a que llueve la mayor parte del año, es posible el crecimiento de diversos hongos silvestres en la zona. La otra parte de la zona es aprovechada forestalmente.
El territorio es caracterizado por su gran riqueza de recursos naturales. Cuenta principalmente con un río llamado "Arroyo Grande", también conocido como río Texcaltenco. Este río tiene una distancia total de 140 km aproximadamente y nace en una de los orillas del Nevado de Toluca.  El río "Arroyo Grande" corre a lo largo de todo el territorio de San Pedro Tlanixco, cruza por el municipio vecino Villa Guerrero en donde se uno con otro río desembocado a un costado de las Grutas de Cacahuamilpa. La cascada "El Salto" es una de las extensiones de este río que se encuentra más cerca del poblado de San Pedro Tlanixco y la cual es altamente turística.
En 1989 Grupo Carso invirtió 1,500 millones de pesos aproximadamente para comenzar la construcción de la ampliación de la carretera "Tenango - Ixtapan de la Sal", ya que anteriormente esta contaba con solamente dos carriles. Esta ampliación provocó descontento en los pobladores de San Pedro Tlanixco debido al maltrato de sus tierras y devastación del bosque. No obstante, el proyecto concluyó con éxito en 2015.

## Actividades económicas
Para que los ciudadanos de la localidad desarrollen sus actividades indispensables de sobrevivencia requieren de los servicios públicos;   los más sobresalientes e indispensables con que cuenta la comunidad son: agua potable, energía eléctrica, transporte colectivo (taxi o camionetas), escuelas (preescolar, primaria, secundaria y bachillerato), una biblioteca pública (disponible en un horario indeterminado en la delegación), café internet, teléfono (esté dependiendo de la economía particular de las familias), centro de salud y drenaje.
Para poder solventar los gastos diarios de la familia, las personas tienden a realizar diversas actividades tales como: trabajos relacionados con la agricultura como es el cultivo del maíz, papa, calabaza y la floricultura; algunos la llevan a cabo en la misma comunidad, pero también fuera de ella, generalmente asistiendo a cortar flor, esto lo hacen tanto los hombres como las mujeres; otra es “la curación con medicina tradicional” una creencia antigua donde algunos habitantes del lugar se dedican al cultivo y recolección de “hongos medicinales” útiles para el tratamiento de algunas enfermedades tales como:  el estrés, los nervios, entre otros; también es común la ganadería en especial la del ganado ovino; y en el caso de la albañilería, es una actividad llevada a cabo únicamente por los hombres dentro de la misma comunidad.
Por el tipo de actividades a las que se dedican los integrantes de las familias de esta localidad, se puede deducir, que los ingresos no son suficientes para satisfacer todas las necesidades, por tal causa la situación económica no es estable, ello contribuye a que el máximo nivel educativo alcanzado por los adolescentes de la localidad sea en muchos casos la secundaria, y en pocos casos logran realizar estudios superiores.
Es considerado un destino ecoturístico alternativo debido a la belleza natural de sus paisajes, ya que cuenta con una cañada surcada por un río y una cascada. Es visitado principalmente por jóvenes y aventureros de la Ciudad de México y alrededores. También es famoso entre aficionados a los hongos psilocibicos.Las especies que crecen en esa zona son de dos, la primera de ellas es Psilocybe caerulescens o mejor conocidos como derrumbes ya que crecen principalmente en pequeños derrumbes de tierra húmeda, y la segunda de ellas es Psilocybe Mexicana o mejor conocidos como pajaritos que crecen sobre pastizales los hongos más famosos de México, popularizados en los años 60 por María Sabina indígena oaxaqueña y Robert Gordon Wasson escritor Estadounidense pionero de la etnomicología y re-descubridor del culto al hongo Teonanacatl "carne de dioses" en México.   

### Actividades Culturales
San Pedro Tlanixco tiene una alta devoción católica desarrollada principalmente en dos templos.  El "Templo de San Pedro", construido en el siglo XIX, cuenta con características neoclásicas conservando la portada atrial, y una Cruz Misional en el atrio. Y el "Templo de la Virgen de Guadalupe" que tiene mucha importancia en este lugar debido a las imágenes de dos relieves de la Virgen de Guadalupe de manufactura indígena. Por otra parte, también cuentan con la "Capilla de Guadalupe" siendo una construcción del siglo XVII de pequeñas dimensiones ubicada cerca del "Templo de San Pedro".
La Danza de los Arrieros es un baile tradicional del Estado de México que se practica para honrar a los hombres que transportaban mercancía, principalmente trigo y café, por todo el país. Durante esta tradición, los participantes usan una vestimenta blanca con diferentes tipos de bordados de colores. Todos los colaboradores de la tradición se ponen de acuerdo para llevar algún tipo de alimentos o producto para compartir con los demás. Esta danza existe desde la época prehispánica o colonial, sin embargo se retomó a principios del siglo XX.
La Danza de los Chinelos forma parte importante de la tradición de este lugar que se practica principalmente durante las fiestas de carnaval, Semana Santa y en fiestas patronales. Este baile consiste en dar pequeños saltos a su alrededor con las manos en el pecho, mientras acompaña la música, tambora e instrumentos de viento, esto para representar la alegría y burla contra los poderosos, esto porque se dice que la danza comenzó cuando los tlahuicas se disfrazaron con ropa vieja, máscaras de madera, túnicas y sombreros con pluma, esto para hacer mofa de los criollos y peninsulares. Mitohtli: Son fiestas con el propósito de descansar, celebrar la vida e integrar a la comunidad, fomenta que no haya envidia y competitividad entre compañeros, esto con el objetivo mayor de hacer que la comunidad se haga más fuerte.

## Problemas con el agua
San Pedro Tlanixco es una comunidad que sufre de escasez de agua desde la década de 1980, debido al establecimiento del negocio de floricultores del municipio vecino de Villa Guerrero, que empezaron a desviar este recurso para su beneficio. El problema inicia en 1988, cuando se presenta una baja afluencia en el sistema de agua del poblado y, entonces, comienzan una toma formal del agua del río Texcaltenco. Cinco años después, CONAGUA envía un escrito donde informa que los floricultores no pueden interponerse a la toma de agua de Tlanixco.
En 1999, la CONAGUA le otorga concesiones a Villa Guerrero sobre los dos cuerpos de agua que brotan en Tlanixco, el Bellotal y Puente de Trozo, prohibiéndole a a comunidad hacer obras de riego o de captación. Un año después, la CONAGUA les da las concesiones de estos mismos manantiales a San Pedro Tlanixco, provocando que Alejandro Isaak Basso, líder y representante de la Asociación Civil de Usuarios del Río Texcaltelco (es decir, los floricultores de Villa Guerrero), solicite la cancelación de dicho título.
El 1 de abril del 2003, miembros de la Asociación de Floricultores de Villa Guerrero, entre quienes estaba Isaak Basso, acuden a la comunidad de Tlanixco y acusan de manera pública a los habitantes de ensuciar intencionalmente el agua (proveniente de los cuerpos hídricos que corresponden a su territorio) para perjudicar los cultivos de la empresa. Ambas partes discuten acerca del derecho que tienen al agua para uso humano y, la otra parte, defiende su derecho a regar sus sembradíos de flores.Al final de la visita, el empresario Isaak Basso pierde la vida al caer a un barranco. A seis pobladores, miembros de la Comisión para la Defensa del Agua, se les acusa de haber causado su muerte de manera deliberada.